# Кавказский фронт Вооружённых сил ЧРИ
Кавказский фронт Вооружённых сил ЧРИ — организационное объединение исламистских боевых сепаратистских групп на Северном Кавказе Российской Федерации за пределами чеченской территории, учреждённое указом президента самопровозглашённой Чеченской Республики Ичкерия Аслана Масхадова 6 июня 2000 года. Первым командующим Кавказским фронтом был назначен Абдул-Халим Садулаев. Садулаев был амиром до 9 марта 2005 года, когда после смерти Масхадова стал президентом ЧРИ. 10 марта 2005 года указом Садулаева амиром был назначен Шамиль Басаев. С 2006 года амиром Кавказским фронтом стал Ахмед Евлоев, в 2010 году он был задержан спецназом ФСБ. До него амиром был Абу Муслим. В конце 2007 году Кавказский фронт был реорганизован в Вилаят Нохчийчоь и вошёл в состав Кавказского эмирата.

## Заявленная структура

### Фронты внутри ЧРИ
- Северо-западный фронт
- Северо-восточный фронт
- Центральный фронт
- Юго-Восточный фронт
- Юго-Западный фронт

## Структура
Как было объявлено, в «Кавказский фронт» вошли следующие автономные региональные подразделения (джамааты):
- Ингушский сектор (Джамаат Галгайче) — уничтожен в 2015 году.
- Осетинский сектор (Джамаат «Катаиб аль-Хоул») — ликвидирован в 2009 году.
- Кабардино-Балкарский сектор (Кабардино-балкарский джамаат) — уничтожен в 2016 году.
- Ставропольский сектор (Ногайский батальон) — уничтожен.
- Карачаево-Черкесский сектор (Карачаевский джамаат) — уничтожен в 2003 году.

## Старшие командиры
- Абдул-Халим Садулаев †
- Шамиль Басаев †
- Доку Умаров †
- Амир Абу Муслим †[3]
- Али Тазиев #

## Крупные террористические акты
- 13 октября 2005 — Нападение на Нальчик.